# Jardin Frida-Kahlo
Le jardin Frida Kahlo est un square du 20e arrondissement de Paris, dans le quartier Saint-Fargeau.

## Situation et accès

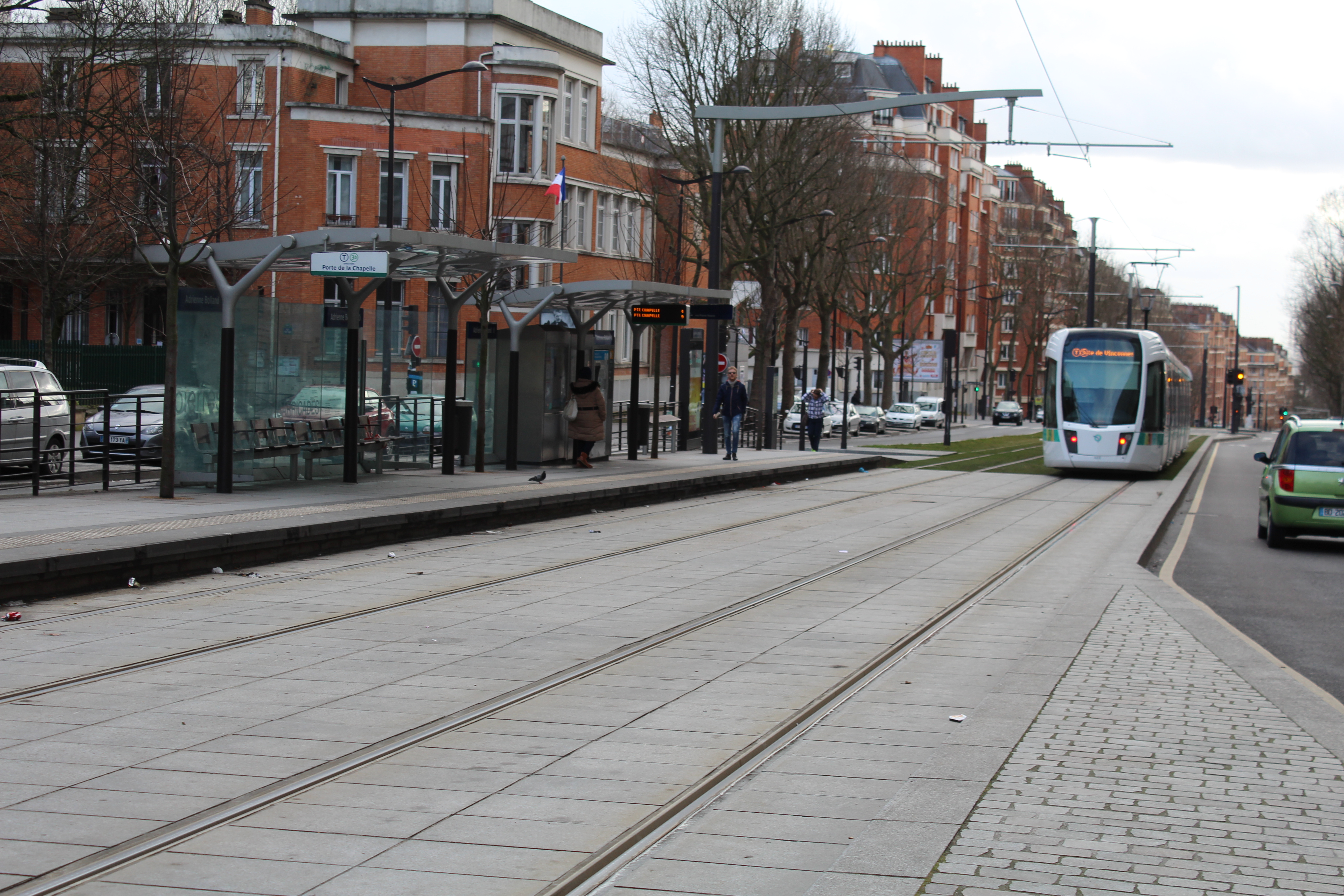
Station Adrienne Bolland de la ligne T3b, dessert le jardin Frida Kahlo.

Le site est accessible par le 26, rue de Noisy-Le-Sec.
Il est desservi par la ligne 3 bis à la station station Saint-Fargeau et par les lignes 3 bis et 11 à la station Porte des Lilas, ainsi que par la station de tramway « Adrienne Bolland » de la ligne 3b du tramway d'Île-de-France.

## Origine du nom
Le parc rend hommage à l'artiste mexicaine Frida Kahlo (1907-1954) par vote à l'unanimité du Conseil de Paris.

## Historique
Créé en 2011 sous le nom d'usage de « jardin de la Dalle Fougères », le square est nommé officiellement « jardin Frida Kahlo » depuis 2016, sur proposition des habitants du quartier et du Conseil du 20e arrondissement de Paris. Il est doté, en particulier, d'un skatepark célèbre en Île-de-France.